# Brigitte Wujak
Brigitte Wujak, född den 6 mars 1955 i Karl Marx-Stadt, Östtyskland, är en östtysk friidrottare inom längdhopp.
Hon tog OS-silver i längdhopp vid friidrottstävlingarna 1980 i Moskva. 